# Columna Sabino Navarro
La Columna Sabino Navarro, también denominado inicialmente Montoneros Columna Sabino Navarro y conocidos informalmente como los sabinos,  fue un grupo guerrillero peronista de Argentina, formado a fines de 1972 como una separación de Montoneros, que existió hasta el primer semestre de 1975. Algunos de sus principales mandos fueron Ignacio Vélez Carreras, Graciela “Monina” Doldán, Luis Losada, José “Pepe” Fierro, Luis Rodeiro, Carlos Soratti, Antonio Riestra, Jorge Cottone y Carlos Figueroa. Tuvo como órgano de prensa la revista Puro Pueblo, publicada entre julio de 1974 y septiembre de 1974. 

## Historia
La escisión de Montoneros que se denominaría Columna Sabino Navarro, comenzó a delinearse entre 1971 y 1972 en la cárcel de Resistencia, como resultado de los debates e intercambios de ideas que un grupo de presos, detenidos a raíz de la toma de la Calera (Córdoba) el 1 de julio de 1970, comenzaron a mantener entre ellos, cuestionando algunos aspectos sustanciales de la línea de Montoneros, a manera de autocrítica constructiva. Entre esos presos se encontraban Ignacio Vélez Carreras, Luis Losada, José “Pepe” Fierro, Luis Rodeiro y Carlos Soratti, a los que se sumaron Antonio Riestra, Jorge Cottone y Carlos Figueroa. 
Esos debates dieron lugar a la elaboración de un documento que fue sacado de la cárcel clandestinamente en fragmentos y que al ser reunidos dieron lugar a lo que se conoció como el “Documento Verde” (porque estaba escrito en pedazos de cartulina verde) o "Documento de los Presos". El Documento sostenía básicamente que había que adoptar una línea definida por tres ejes: clasismo, alternativismo y revolucionario. El cruce de los tres ejes determinaba que el sujeto de la revolución era la clase obrera peronista y no todo el Movimiento Peronista, razón por la cual había que formar una organización peronista, pero alternativa el Movimiento Peronista. El Documento cuestionaba en este sentido, la línea oficial de Montoneros, definida como "movimientista", sosteniendo que debía modificarse para ubicarse en el "alternativismo".
El Documento había sido escrito con la intención de generar una discusión al interior de Montoneros para redirigir la línea política, y comenzó a ser leído por los militantes de la Columna de Sur de la regional Córdoba y en Rosario. Pero la Conducción de Montoneros no abrió el debate del documento y consideró que se trataba de un acto de indisciplina cismático, razón por la cual, hacia finales de 1972, expulsó de la organización a los militantes cordobeses y rosarinos que impulsaban el debate del mismo.
El 25 de mayo de 1973 salieron en libertad los presos que habían elaborado el documento y se formalizó es establecimiento de la Columna Sabino Navarro como una organización independiente.